# GNOME sushi
sushi — це засіб попереднього перегляду файлів для робочого середовища GNOME. Він доступний як окремий пакет, який інтегрується з файлами GNOME (раніше називався Nautilus).

## Історія та функціональність
sushi вперше було представлено в GNOME Shell 3.2.  Єдиною його метою є можливість попереднього перегляду файлів у Nautilus , яку можна викликати, натиснувши пробіл під час вибору файлу. Можливості sushi поширюються на структуру GStreamer, що дозволяє відтворювати весь вміст, який підтримує GStreamer, за замовчуванням і через плагіни. Окрім медіаформатів, суші підтримує попередній перегляд більшості документів у вигляді звичайного тексту, включаючи сценарії (з підсвічуванням синтаксису), а також документів HTML, файлів PDF і файлів SVG.